# Kazimierz Ulatowski

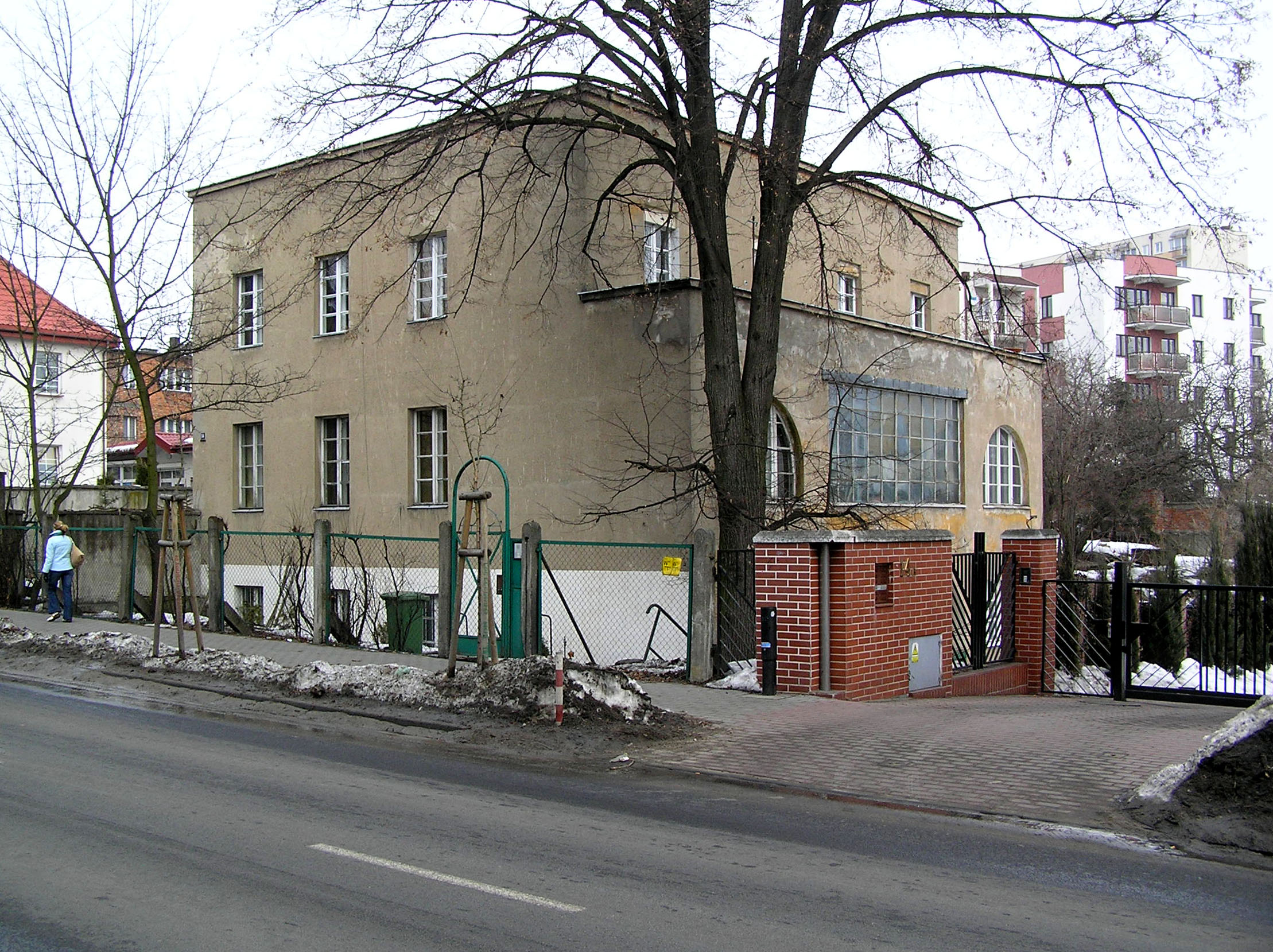
Willa Ulatowskiego przy ul. Legionów 14 w Toruniu

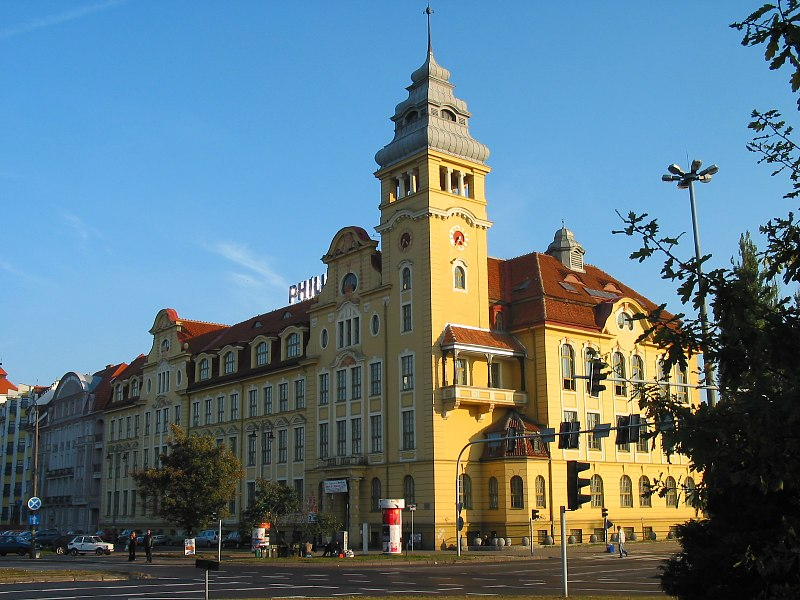
Państwowa Szkoła Przemysłu Artystycznego w Bydgoszczy, w której był dyrektorem w latach 1920-1923

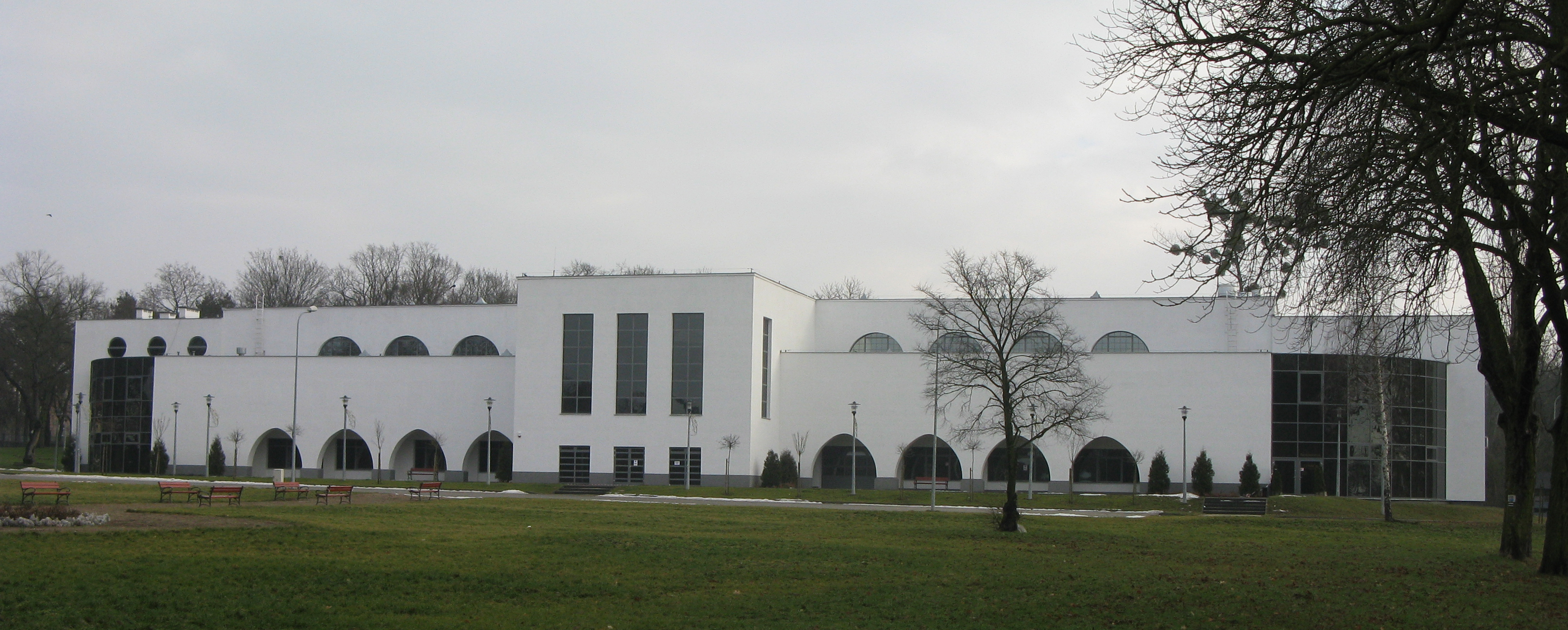
Hala wystawowa w Toruniu, projektu Kazimierza Ulatowskiego

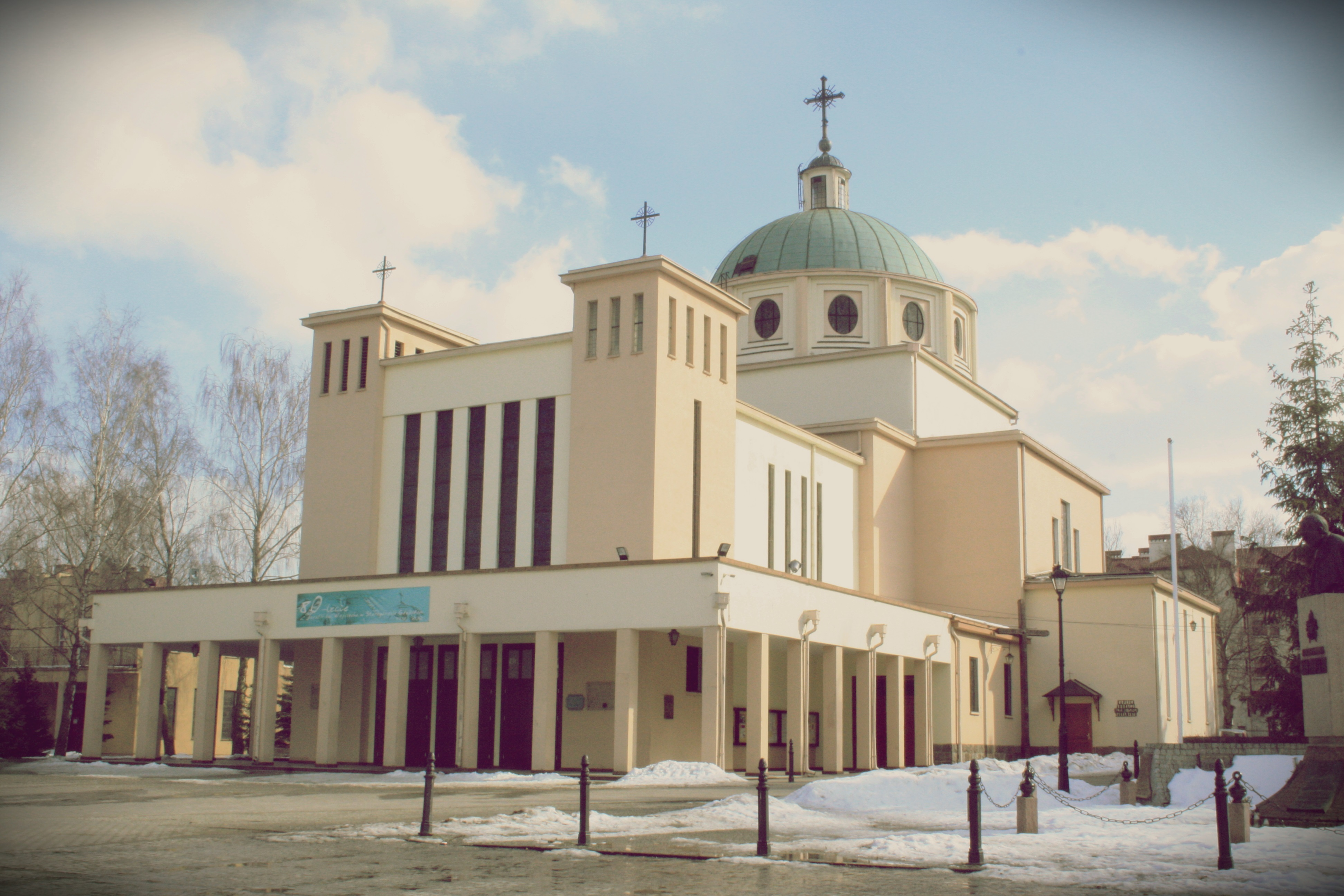
Kościół św. Wojciecha w Starogardzie Gdańskim, według projektu Kazimierza Ulatowskiego

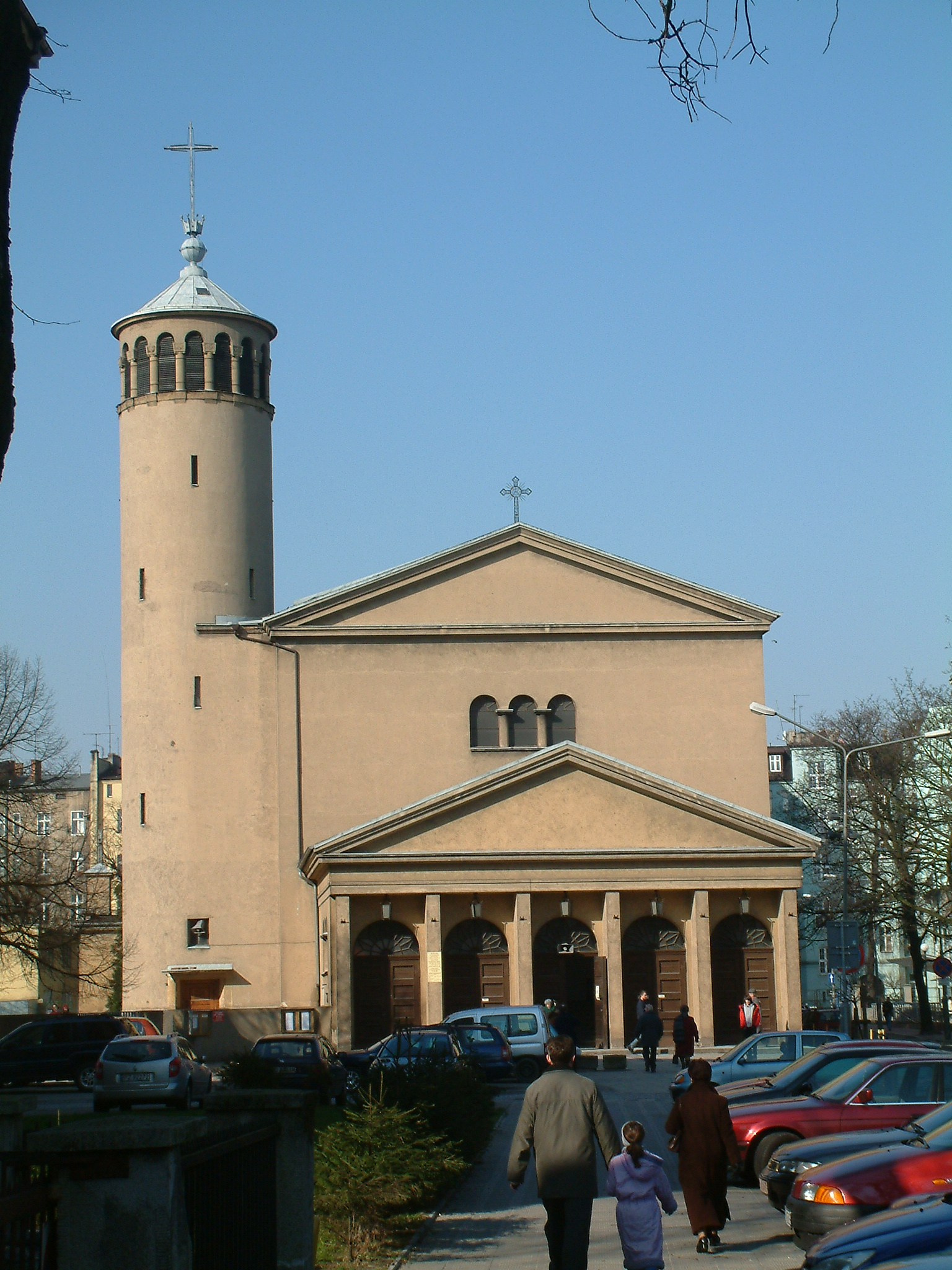
Kościół św. Michała Archanioła w Poznaniu, według projektu Kazimierza Ulatowskiego

Kazimierz Józef Ulatowski (ur. 2 marca 1884 w Łeknie, zm. 12 stycznia 1975 w Poznaniu) – polski architekt i historyk architektury, naczelnik Wydziału Szkół Zawodowych, szef Departamentu Sztuki i Kultury w Ministerstwie byłej Dzielnicy Pruskiej, dyrektor Państwowej Szkoły Przemysłu Artystycznego w Bydgoszczy, radca budowlany w Magistracie toruńskim i naczelnik Wydziału Kultury i Oświaty Zarządu Miejskiego w Toruniu, docent Politechniki Poznańskiej.

## Życiorys
Urodził się 2 marca 1884 w Łeknie k. Wągrowca. Był synem Józefa, murarza i Stefanii z Samolińskich. Uczył się w Gimnazjum św. Marii Magdaleny w Poznaniu, gdzie w 1903 złożył egzamin dojrzałości. Jako gimnazjalista pisał, pod pseudonimem „Kazimierz Rdzawicz”, recenzje teatralne w „Gońcu Wielkopolskim”. Publikował też w „Kurierze Poznańskim” m.in. artykuły pt. O potrzebie Salonu Sztuki w Poznaniu, w którym propagował utworzenie Towarzystwa Przyjaciół Sztuk Pięknych.
W latach 1903–1906 studiował na Wydziale Architektury Politechniki w Berlinie-Charlottenburgu. Założył i prowadził Kółko Literackie skupiające studentów Polaków z politechniki i uniwersytetu berlińskiego. Działał również wśród Polonii berlińskiej, prowadząc tajne lekcje języka polskiego, wygłaszając odczyty w towarzystwach rzemieślniczych. Jako członek „Zet”-u uczestniczył w Zjeździe Młodzieży Polskiej w Genui, a następnie w Zurychu – z gronem młodzieży składał hołd Teodorowi Tomaszowi Jeżowi. Jego działalność nie uszła uwadze policji berlińskiej. Zmuszony został do wyjazdu z Berlina. Dalsze studia kontynuował na politechnice w Stuttgarcie, gdzie w maju 1908 uzyskał dyplom inżyniera architekta. Praktykę zawodową odbył u Franciszka Mączyńskiego w Krakowie (1908–1910).
W 1910 powrócił do Poznania i działał jako architekt. Czynny był w Towarzystwie Przyjaciół Sztuk Pięknych (wiceprezes) oraz Poznańskim Towarzystwie Przyjaciół Nauk. W latach 1910–1914 wygłaszał w Towarzystwie Odczytów Ludowych im. Adama Mickiewicza odczyty z dziedziny kultury i sztuki, a także o zabytkach architektury w Wielkopolsce. Był czynnym członkiem sekcji kulturalnej poznańskiej „Straży” i tajnego Towarzystwa Obywatelskiego. W latach 1915–1917 Towarzystwo Przyjaciół Sztuk Pięknych wydało trzy zeszyty „Historii gotyku i renesansu” jego autorstwa. W latach 1917–1918 służył w wojsku niemieckim. W latach 1919–1920 pracował w Ministerstwie b. Dzielnicy Pruskiej w Poznaniu, gdzie objął stanowisko naczelnika Wydziału Szkolnictwa Zawodowego i kierownika Departamentu Kultury i Sztuki.

### Działalność w Bydgoszczy
W końcu 1920 został dyrektorem Państwowej Szkoły Przemysłu Artystycznego w Bydgoszczy i stanowisko to sprawował do końca 1923. Zabiegał o wysoki poziom nauczania w tej szkole. Pod jego kierownictwem zyskała ona zasłużoną renomę w kraju. Włączył się aktywnie w nurt życia kulturalnego i oświatowego miasta. Udzielał się w Organizacji Inteligencji Polskiej i bydgoskim oddziale Towarzystwa Zachęty Sztuk Pięknych (1921–1923). W 1921 był jednym z inicjatorów i organizatorów Stowarzyszenia Techników Polskich w Bydgoszczy.

### Działalność w Toruniu
Od lipca 1925 do maja 1939 pracował w Toruniu, gdzie był płatnym radcą budownictwa w Magistracie, a od 1937 naczelnikiem Wydziału Kultury i Oświaty w Zarządzie Miejskim. Pracował także jako decernent Archiwum, Muzeum i Książnicy Miejskiej. W roku szkolnym 1937/38, już jako emerytowany radca miejski, uczył w Państwowym Liceum Budowlanym w Toruniu. Czynnie uczestniczył także w życiu kulturalnym i społecznym miasta. Założył Oddział Stowarzyszenia Architektów Rzeczypospolitej Polskiej i był jego wieloletnim prezesem. Był jednym z aktywniejszych członków Konfraterni Artystów. Na przełomie 1927/28, w porozumieniu z Narodową Partią Robotniczą, założył w Toruniu Towarzystwo Narodowego Uniwersytetu i został jego prezesem. Głosił wykłady i prelekcje z zakresu sztuki. Publikował artykuły na łamach Słowa Pomorskiego, Teki Pomorskiej, Dnia Pomorskiego. W 1925 pod jego redakcją ukazała się Księga Pamiątkowa Powstania Wielkopolskiego z ilustracjami (Bydgoszcz 1925). W tym wydawnictwie zamieścił również obszerny artykuł pt. Z dziedziny zabytków artystycznych w Wielkopolsce.

### Działalność w Poznaniu
W czerwcu 1939 przeszedł na emeryturę i wyjechał do Poznania, gdzie pozostał do końca życia. W czasie okupacji pracował w niemieckich biurach projektowych. Po wyzwoleniu Poznania został wykładowcą historii architektury w nowo powstałej Szkole Inżynierskiej. Późnej w uczelni tej wykładał projektowanie architektoniczne i architekturę budowli przemysłowych. Od 1956 był docentem w Politechnice Poznańskiej. Przez szereg lat działał jako biegły sądowy.
Był miłośnikiem i znawcą architektury antycznej i renesansowej. Tematowi temu poświęcił kilka publikacji. Był współzałożycielem Szkoły Sztuk Zdobniczych w Poznaniu, wiceprezesem Towarzystwa Miłośników Miasta Poznania. Od 1917 do zgonu czynny był w Poznańskim Towarzystwie Przyjaciół Nauk. Działał w Komisjach Budownictwa i Architektury (1958–1961 – przewodniczący), Nauk Technicznych, Wydziale Nauk Technicznych.
W 1960 przeszedł na emeryturę.
Zmarł 12 stycznia 1975 w Poznaniu. Pochowano go na miejscowym cmentarzu Jeżyckim (kwatera L-23-1).

### Rodzina
Kazimierz Ulatowski był żonaty z Jadwigą z Zabłockich. Miał synów: Jarosława i Ziemowita oraz córkę Janinę Ewę.

## Odznaczenia
- Medal 10-lecia Polski Ludowej (1955)
- Złota Honorowa Odznaka PTTK (1964)
- Medal za Zasługi w rozwoju miasta Poznania (1958)

## Wydane książki i skrypty
- Historia architektury powszechnej, cz. II Starożytna Grecja, skrypt powielany, PWN, Poznań 1953.
- Historia architektury starożytnej Grecji, skrypt drukowany, PWN, Poznań 1957.
- Historia architektury renesansu włoskiego, skrypt drukowany, PWN, Poznań 1957.
- Architektura starożytnej Grecji, PWN, Warszawa-Poznań 1962.
- Architektura włoskiego renesansu, PWN, 1964.

## Działalność architektoniczna
W latach 1908–1975 według projektów i pod nadzorem Kazimierza Ulatowskiego zrealizowano około 45 prac budowlanych. Większość z nich stanowią realizacje poznańskie, z których do najważniejszych należą: kamienica przy Starym Rynku 44 (ob. siedziba PKO BP), domy przy ul. Słowackiego 18/19, Gąsiorowskich 5/54 i Kolejowej 55/55a, Salon Wystawowy Towarzystwa Sztuk Pięknych przy pl. Wolności 18 (zburzony w czasie wojny).
Po wojnie Ulatowski brał czynny udział przy odbudowie Starego Rynku w Poznaniu. Według jego projektu zrealizowano m.in. odbudowę kościoła św. Michała, przebudowa hallu Dworca Głównego w Poznaniu, plan ogólny zagospodarowania i stadion miejski w Lesznie. Powstało także kilka prac na prowincji, m.in.: dwór dra Juliana Trzcińskiego w Ostrowie nad Gopłem, zakład zdrojowy w Ciechocinku, sierociniec w Grudziądzu, kościół św. Wojciecha w Starogardzie Gdańskim, kościoły w Białośliwiu, Obłużu, Kawnicach i Konarzynach oraz kaplica centralna na cmentarzu poległych w Brodnicy. Był również autorem projektu przebudowy ratusza w Ostrowie Wielkopolskim.

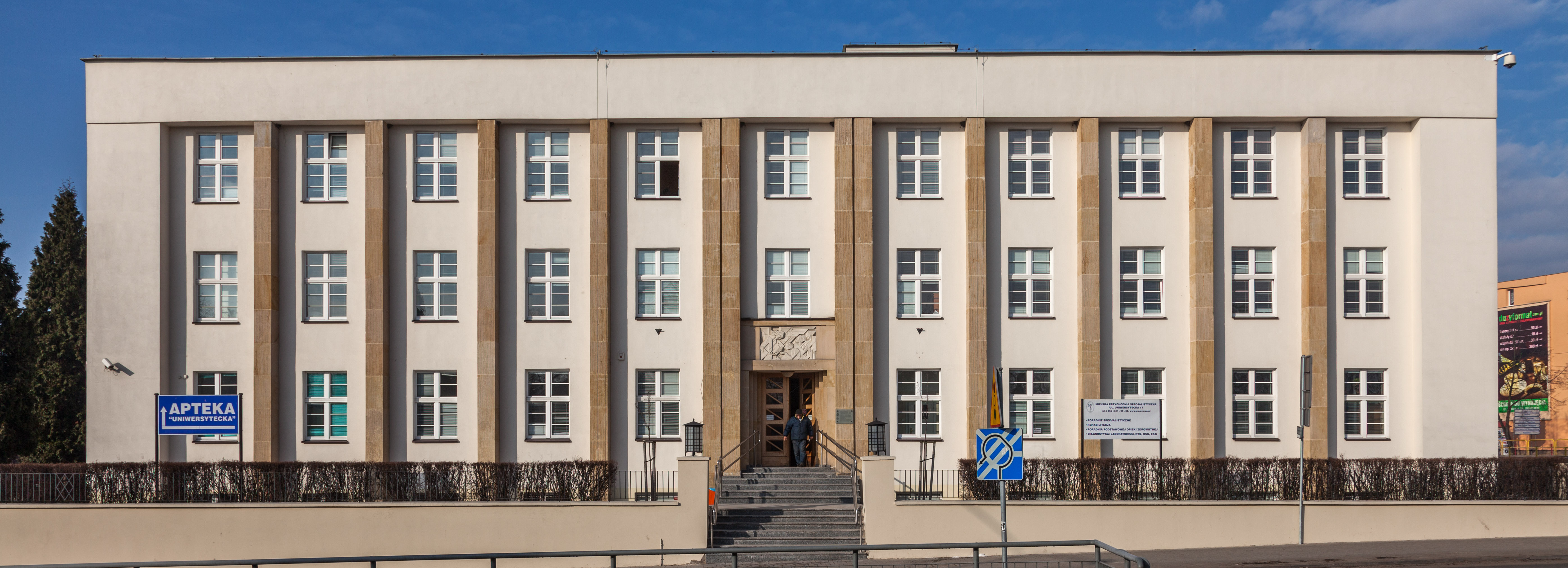
K. Ulatowski, budynek dawnej Kasy Chorych w Toruniu, 1928

Najważniejsze prace Ulatowskiego powstały w Toruniu. W tym mieście architekt wykonał kilkanaście projektów gmachów użyteczności publicznej, domów mieszkalnych, kościołów i pomników. Zrealizowane zostały następujące projekty: budynek Dyrekcji Lasów Państwowych (ul. Mickiewicza 9, 1926–27), Kasa Chorych (ob. Miejska Przychodnia Specjalistyczna, ul. Uniwersytecka 17, 1928), hala wystawowa (ob. Centrum Targowe „Park”, Szosa Bydgoska 3, 1928, rozbudowana w latach 2005–06), kościół Chrystusa Króla (ul. Kościuszki 28, 1929/1930), budynek Dyrekcji Dróg Wodnych (ob. Wojewódzki Szpital Obserwacyjno-Zakaźny, ul. Krasińskiego 4), dom własny (ul. Legionów 14) oraz domy przy Szosie Chełmińskiej 37 i Przy Rzeźni 33, a także pomnik poległych 63 Pułku Piechoty (zburzony w czasie wojny). Obiekty te zasadniczo reprezentują nurt uproszczonego klasycyzmu.

## Galeria

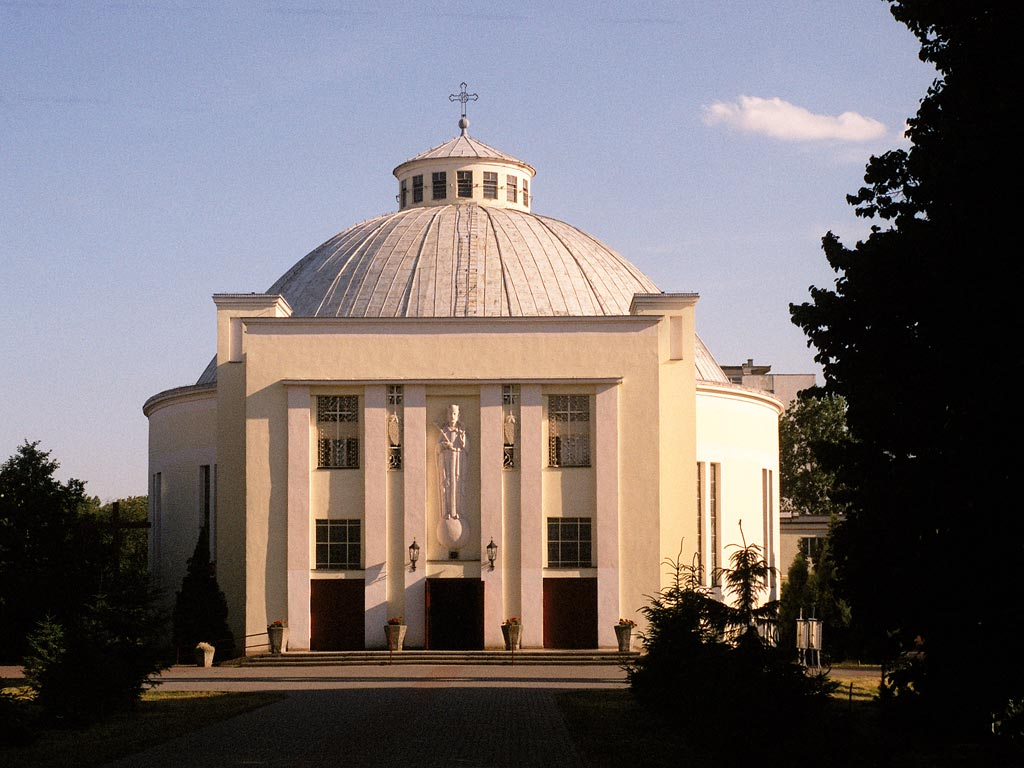
K. Ulatowski, Kościół Chrystusa Króla w Toruniu, 1929-30
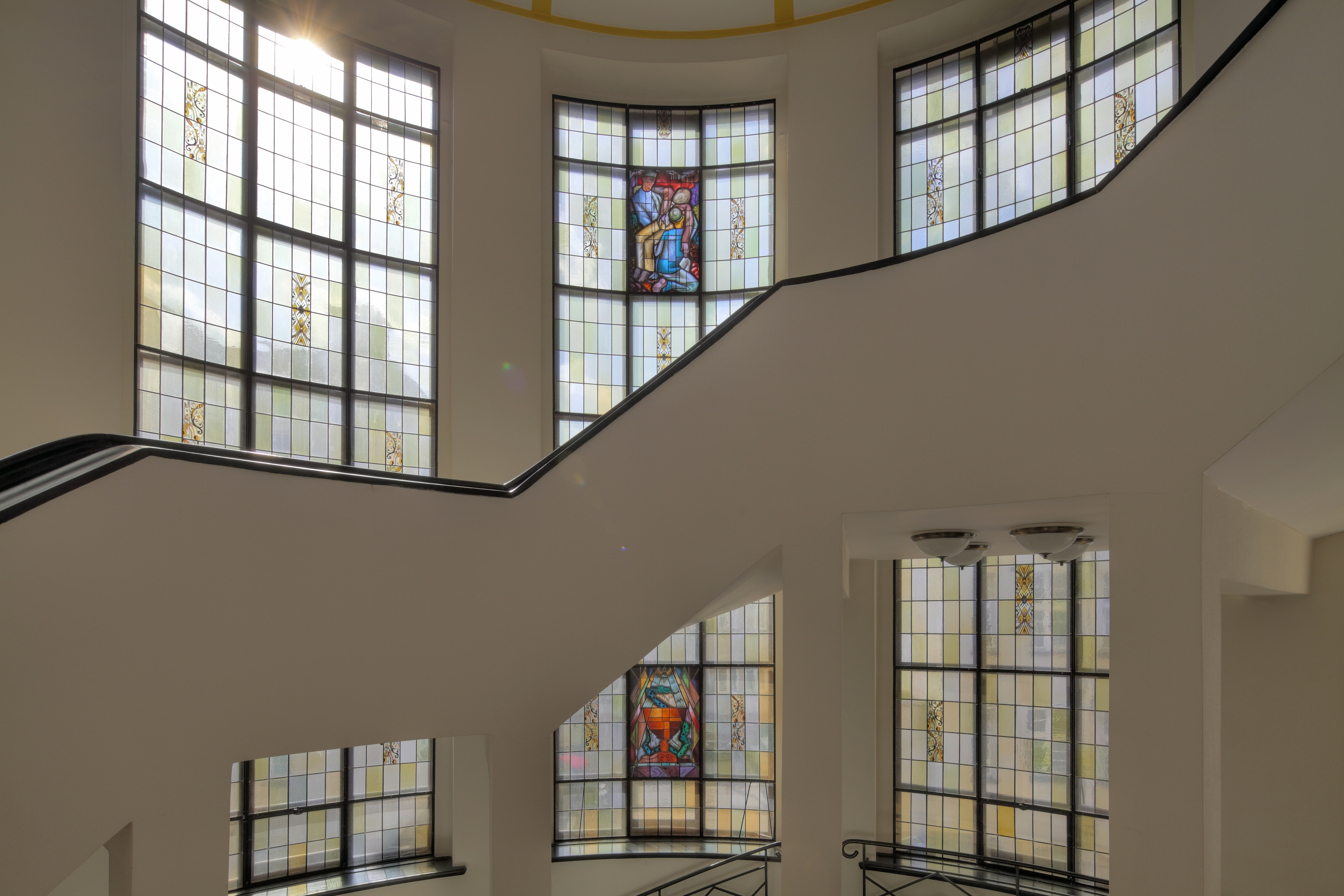
Budynek dawnej Kasy Chorych w Toruniu, 1928, klatka schodowa
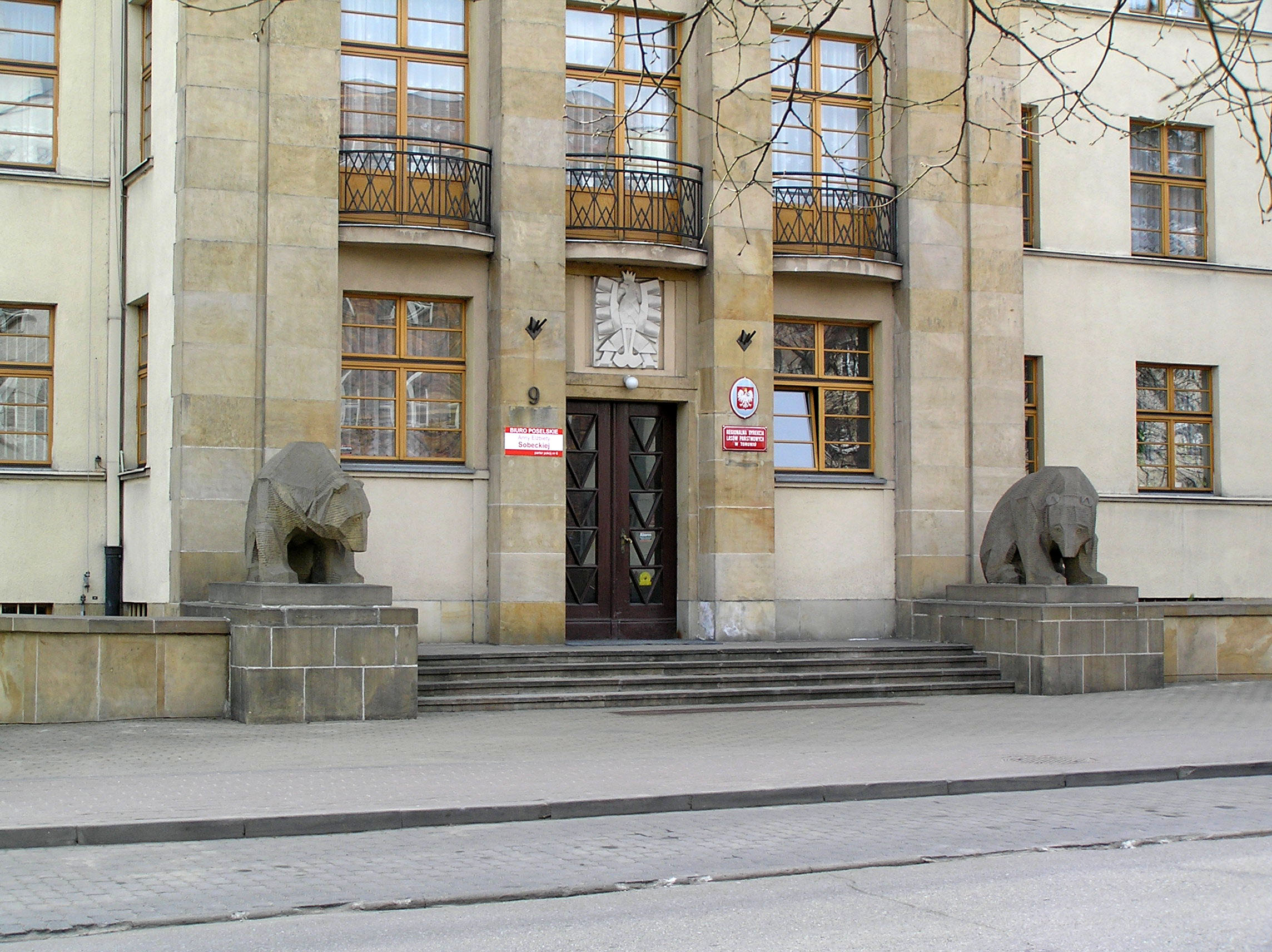
K. Ulatowski, Regionalna Dyrekcja Lasów Państwowych w Toruniu, 1926-27, rzeźby przed wejściem I. Zelek
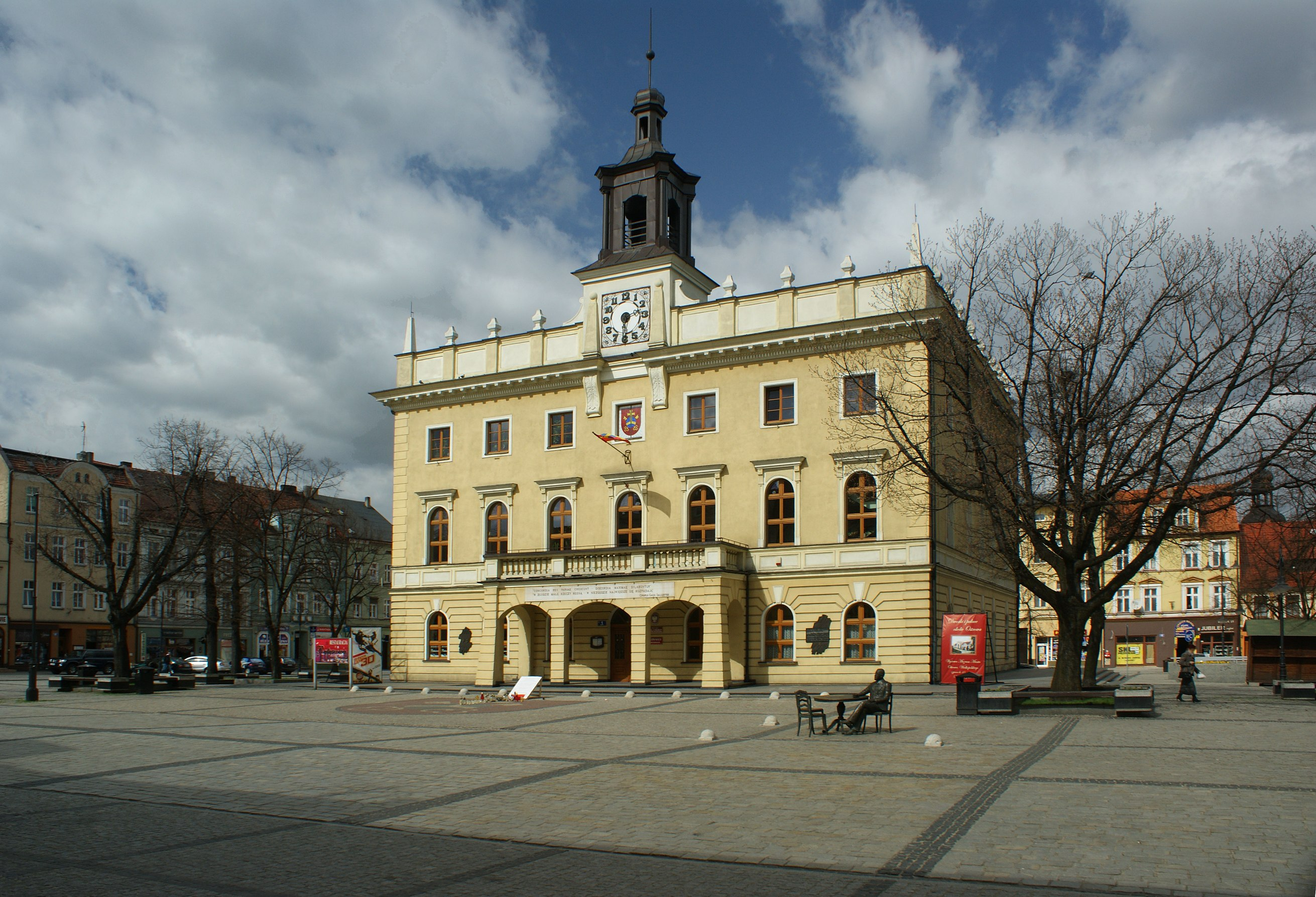
Ratusz w Ostrowie Wielkopolskim po przebudowie według projektu K. Ulatowskiego
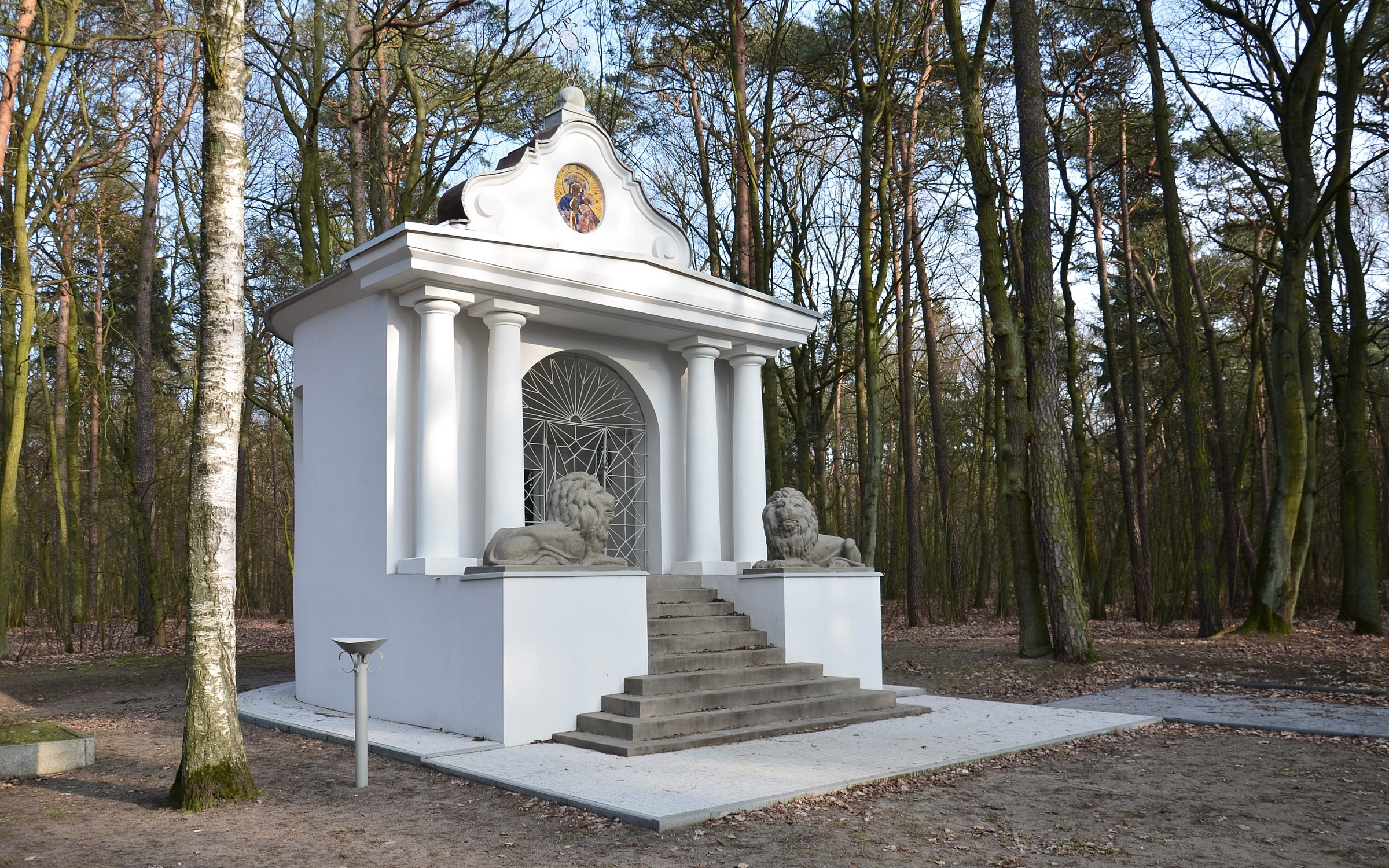
Kaplica-pomnik według projektu Kazimierza Ulatowskiego na cmentarzu wojskowym w Brodnicy
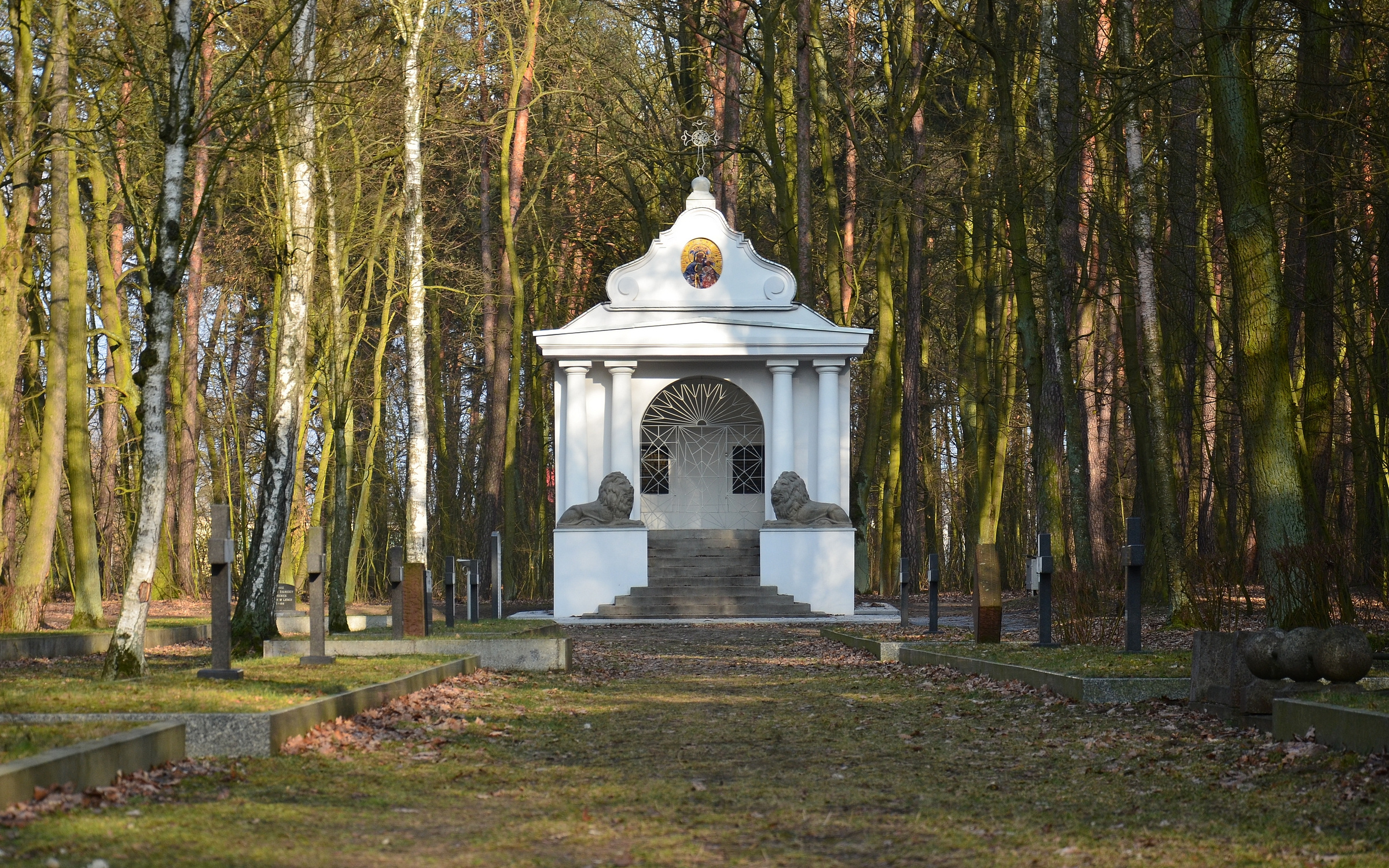
Kaplica-pomnik według projektu Kazimierza Ulatowskiego na cmentarzu wojskowym w Brodnicy